# Ilhéus
Ilhéus là một đô thị thuộc bang Bahia, Brasil. Đô thị này có diện tích 1841 km², dân số năm 2007 là 220932 người, mật độ 120 người/km².